# Eumeta mercieri
Eumeta mercieri is een vlinder uit de familie zakjesdragers (Psychidae). De wetenschappelijke naam van deze soort is voor het eerst geldig gepubliceerd in 1966 door Jean Bourgogne.
De soort werd ontdekt in Angola door de missionaris Emmanuel Mercier.